# Стейсі Марголін
Стейсі Марголін (англ. Stacy Margolin; нар. 5 квітня 1959) — колишня американська тенісистка.
Найвищу одиночну позицію світового рейтингу — 18 місце досягла 1979 року.
Здобула 1 одиночний титул.
Найвищим досягненням на турнірах Великого шолома було 4 коло в одиночному розряді.

## Фінали Туру WTA

### Одиночний розряд (1-0)
| Результат | Дата     | Турнір           | Рівень     | Покриття | Суперниця    | Рахунок  |
| --------- | -------- | ---------------- | ---------- | -------- | ------------ | -------- |
| Перемога  | Вер 1978 | Сан-Антоніо, США | Series (A) | Тверде   | Івонн Вермак | 7–5, 6–1 |

## Результати натурнірах Великого шлему

### Одиночний розряд
| Рік  | Відкритий чемпіонат Австралії | Відкритий чемпіонат Австралії | Відкритий чемпіонат Франції | Відкритий чемпіонат Франції | Вімблдонський турнір | Вімблдонський турнір | Відкритий чемпіонат США | Відкритий чемпіонат США |
| ---- | ----------------------------- | ----------------------------- | --------------------------- | --------------------------- | -------------------- | -------------------- | ----------------------- | ----------------------- |
| 1977 | -                             | -                             | -                           | -                           | -                    | -                    | 2-ге коло               | Флоренца Міхай          |
| 1978 | -                             | -                             | -                           | -                           | 2-ге коло            | Бетті Стеве          | 4-те коло               | Вірджинія Рузіч         |
| 1979 | -                             | -                             | -                           | -                           | 2-ге коло            | Венді Вайт           | 3-тє коло               | Біллі Джин Кінг         |
| 1980 | -                             | -                             | 1-ше коло                   | Джінн Дювалл                | 3-тє коло            | Діанне Фромгольтц    | 3-тє коло               | Рената Томанова         |
| 1981 | -                             | -                             | 2-ге коло                   | Ева Пфафф                   | 1-ше коло            | Ніна Бом             | 1-ше коло               | Джінн Дювалл            |
| 1982 | -                             | -                             | 3-тє коло                   | Іванна Мадруга              | 1-ше коло            | Кеті Ріналді         | 1-ше коло               | Гезер Кроу              |

Результат показано праворуч, останню суперницю - ліворуч.

### Парний розряд
| Рік  | Відкритий чемпіонат Австралії | Відкритий чемпіонат Австралії | Відкритий чемпіонат Франції | Відкритий чемпіонат Франції       | Вімблдонський турнір           | Вімблдонський турнір        | Відкритий чемпіонат США    | Відкритий чемпіонат США          |
| ---- | ----------------------------- | ----------------------------- | --------------------------- | --------------------------------- | ------------------------------ | --------------------------- | -------------------------- | -------------------------------- |
| 1977 | -                             | -                             | -                           | -                                 | -                              | -                           | 1-ше коло Пінат Луї Гарпер | Лінкі Бошофф Ілана Клосс         |
| 1978 | -                             | -                             | -                           | -                                 | -                              | -                           | 1-ше коло Шеррі Екер       | Кріс О'Ніл Пола Сміт             |
| 1979 | -                             | -                             | -                           | -                                 | 2-ге коло Анна-Марія Фернандес | Леслі Аллен Рейні Фокс      | 2-ге коло Грір Стівенс     | Регіна Маршикова Рената Томанова |
| 1980 | -                             | -                             | 2-ге коло Кейт Летем        | Гана Мандлікова Рената Томанова   | 2-ге коло Пенні Джонсон        | Кім Джонс Ліндсі Морс       | 2-ге коло Розалін Феербенк | Даян Десфор Барбара Геллквіст    |
| 1981 | -                             | -                             | 3-тє коло Енн Вайт          | Кенді Рейнолдс Пола Сміт          | 2-ге коло Енн Вайт             | A. Buchanan Кім Сендс       | 1-ше коло Ненсі Їрджин     | Енн Генрікссон Трей Льюїс        |
| 1982 | -                             | -                             | 1-ше коло Трей Льюїс        | Пем Кеселі Лей-Енн Томпсон        | 1-ше коло Пінат Луї Гарпер     | Лора Дюпонт Барбара Джордан | 1-ше коло Пінат Луї Гарпер | С'юзен Лео Пем Вайткросс         |
| 1983 | -                             | -                             | 1-ше коло Жермен Охако      | Барбара Россі Катержина Скронська | 2-ге коло Кім Джонс            | Міма Яушовець Кеті Джордан  | -                          | -                                |
| 1984 | -                             | -                             | 1-ше коло Гелена Мансет     | Гелена Сукова Вірджинія Вейд      | 1-ше коло Гелена Мансет        | Кріс Кінні Рене Менц        | 2-ге коло Бет Нортон       | Алісія Молтон Пола Сміт          |

Результат показано праворуч, партнерку - під результатом, останніх суперниць - ліворуч.

### Мікст
| Рік  | Відкритий чемпіонат Австралії | Відкритий чемпіонат Австралії | Відкритий чемпіонат Франції | Відкритий чемпіонат Франції | Вімблдонський турнір    | Вімблдонський турнір   | Відкритий чемпіонат США | Відкритий чемпіонат США       |
| ---- | ----------------------------- | ----------------------------- | --------------------------- | --------------------------- | ----------------------- | ---------------------- | ----------------------- | ----------------------------- |
| 1977 | -                             | -                             | -                           | -                           | -                       | -                      | 1-ше коло Трей Волткі   | Керрі Мелвілл Ґровер Рід      |
| 1978 | -                             | -                             | -                           | -                           | 2-ге коло Джон Макінрой | Ілана Клосс Кріс Кехел | 3-тє коло Джон Макінрой | Анна Сміт Стен Сміт           |
| 1979 | -                             | -                             | -                           | -                           | -                       | -                      | 1-ше коло Майк Марґолін | Бетті Стеве Фрю Макміллан     |
| 1980 | -                             | -                             | 1-ше коло Фріц Бунінг       | Леслі Аллен Кріс Льюїс      | -                       | -                      | 1-ше коло Майк Марґолін | Барбара Джордан Трейсі Ділатт |
| 1981 | -                             | -                             | -                           | -                           | -                       | -                      | 1-ше коло Майк Марґолін | Беттіна Бюнге Дік Стоктон     |
| 1982 | -                             | -                             | -                           | -                           | 2-ге коло Кріс Данк     | Енн Вайт Чіп Гупер     | -                       | -                             |
| 1984 | -                             | -                             | 1-ше коло Шон Броулі        | Мануела Малеєва Майк Ліч    | -                       | -                      | -                       | -                             |

Результат показано праворуч, партнера - під результатом, останніх суперника і суперницю - ліворуч.